# Col Garrone
De Col Garrone is een bergpas in de Alpen en ligt in Italië. De pas is 3256 meter hoog. Hij is moeilijk te bereiken vanaf Rifugio Amianthe. Vroeger lag de pas op een gletsjer, maar veel ijs is nu weggesmolten, waardoor alleen de Glacier de By nog aan de pas grenst. De Col Garrone is een doorgaanspunt naar de Glacier de By.